# Група в автобус
Група в автобус (на английски: Band In A Bus) е документално предаване на американската поп рок група Jonas Brothers, снимано по време на турнето Best of Both Worlds Tour заедно с Майли Сайръс. Общо снимани са десет епизода, всеки по средно десет минути.

## За предаването
Група в автобус показва братята от Jonas Brothers докато пътуват в автобуса си, както и кадри от записването на албума им A Little Bit Longer. Предаването е режисирано от Матю Генън и Майкъл Сарнър и съдържа ежедневни кадри с групата.
Издадени са само осем епизода:
- Rock in a Bus
- Big Rob Productions
- Tonight and Today
- Going Crazy
- "We’ll Be Fine"
- Video (Hometown) Girl
- One Big Family
- Saltmine

|  | Тази страница частично или изцяло представлява превод на страницата Band in a Bus в Уикипедия на английски. Оригиналният текст, както и този превод, са защитени от Лиценза „Криейтив Комънс – Признание – Споделяне на споделеното“, а за съдържание, създадено преди юни 2009 година – от Лиценза за свободна документация на ГНУ. Прегледайте историята на редакциите на оригиналната страница, както и на преводната страница, за да видите списъка на съавторите. ВАЖНО: Този шаблон се отнася единствено до авторските права върху съдържанието на статията. Добавянето му не отменя изискването да се посочват конкретни източници на твърденията, които да бъдат благонадеждни. |

–